# علامة لوفيل
علامة لوفيل هي علامة سريرية تظهر لدى المرضى الذين يعانون من خثار في الأوردة العميقة. يتم تعريف العلامة على أنها ألم في توزع الوريد المصاب والذي يحدث أثناء السعال أو العطس ( مناورة فالسالفا)، ويختفي الألم عند الضغط بالقرب من الوريد.